# 成都郡
成都郡，中国西晋时设置的郡。
晋惠帝年间，李雄建立成国，成都王司马颖在成都的封国丧失。永兴元年（304年），司马颖掌权，分南郡之华容县、州陵县、监利县，再新设丰都县，共四县设置成都郡，治所在华容县（今湖北省监利市北），作为自己的封国。晋怀帝永嘉四年（310年），司马颖嗣子司马遵仍以成都郡为封国；晋愍帝建兴三年（315年）省成都郡，县还南郡。